# Begonia sparreana
Begonia sparreana es una especie de planta perenne perteneciente a la familia Begoniaceae. Es originaria de Sudamérica.

## Distribución
Es una planta herbácea originaria de Ecuador donde se encuentra en los Andes en las provincias de Morona Santiago y Napo a una altitud de hasta 1000 metros.

## Taxonomía
Begonia sparreana fue descrita por L.B.Sm. & Wassh. y publicado en Phytologia 44: 245, t. 8. 1979.
Etimología
Begonia: nombre genérico, acuñado por Charles Plumier, un referente francés en botánica, honra a Michel Bégon, un gobernador de la excolonia francesa de Haití, y fue adoptado por Linneo.
sparreana: epíteto